# Il ragazzo del risciò (opera)
Il ragazzo del risciò  (骆驼祥子S, Luòtuo XiángziP, lett. "Cammello Fortunato") è un'opera lirica in due atti del compositore cinese Guo Wenjing su libretto di Xu Ying, tratta dall'omonimo romanzo di Lao She.

## Storia
L'opera fu commissionata a Guo Wenjing dal National Centre for the Performing Arts (NCPA) di Pechino. Guo Wenjing vi lavorò per due anni innestando alla tecnica compositiva dell'Opera occidentale il folclore di Pechino, con accompagnamento di tamburi, l'uso del sanxian, del suona e di altri strumenti popolari cinesi. "Il ragazzo del risciò" fu eseguita in prima mondiale a Pechino il 25 giugno 2014 nell'ambito del 2014 NCPA World Opera Forum con la regia e le scene di Yi Liming, i costumi di A'kuanla, interpretata dal tenore Han Peng (Xiang Zi), dal soprano Zhou Xiaolin (Hu Niu), dal soprano Song Yuanming (Xiao Fuzi), dal basso Song Yuanming (Liu Siye) e dal baritono Sun Li (Er Qiangzi), Orchestra e  Coro NCPA diretti da Zhang Guoyong. L'opera è stata eseguita in Italia in numerosi teatri dal 23 settembre al 5 ottobre 2015, in particolare al Teatro Regio di Torino, al Teatro Carlo Felice di Genova e al Teatro dell’Opera di Firenze. È stata inoltre trasmessa da Rai 5 il 16 giugno 2016.

## Trama

### Atto primo
Pechino, anni venti del '900. Xiang Zi, un giovane che ha svolto finora l'attività di conduttore di risciò sotto padrone, dopo tre anni di sacrifici è riuscito ad acquistare un risciò nuovo per 96 monete d'argento. Fra lo scetticismo e l'ironia dei colleghi, Xiang Zi si propone di acquistarne qualche altro per poter aprire in futuro una propria rimessa. Giunge la notizia che è scoppiata la guerra; i soldati e requisiscono il risciò di Xiang Zi. Poco dopo Xiang Zi vede dei cammelli liberi e se ne appropria per poter acquistare un nuovo risciò. Xiang Zi ritorna a lavorare nuovamente nella rimessa di Liu Siye, la cui figlia Hu Niu, detta "Tigre", è innamorata di lui; Xiang Zi, tuttavia, è innamorato di Xiao Fuzi, la bella e gentile figlia di Er Qiangzi, un altro tiratore di risciò. Xiang Zi è sedotto con l'inganno da Hu Niu; viene poi minacciato da un ispettore di polizia il quale gli estorce tutto il ricavato dalla vendita dei cammelli. 

### Atto secondo
Hu Niu, rimasta incinta, costringe Xiang Zi a nozze riparatrici. Dopo il matrimonio, il suocero Liu Siye se ne va via di casa con i soldi, lasciando la coppia in miseria.  Hu Niu morirà infine di parto. Xiao Fuzi, invitata dal padre a prostituirsi, si suiciderà. La situazione politica peggiora: sono giustiziati coloro che predicavano una maggiore giustizia sociale e la rivoluzione. A Xiang Zi, privo ormai di affetti e di mezzi di sussistenza, non resta che una vita di dolore.